# كريستيان روسو
كريستيان روسو (بالإسبانية: Cristian Rosso)‏ هو مجدف أرجنتيني، ولد في 29 يناير 1984 في مار دل بلاتا في الأرجنتين.

## وصلات خارجية
- كريستيان روسو على موقع الاتحاد الدولي للتجديف (الإنجليزية)
- كريستيان روسو على موقع اللجنة الأولمبية الدولية (الإنجليزية)
- كريستيان روسو على موقع أوليمبيديا (الإنجليزية)